# Agrostis merxmuelleri
Agrostis merxmuelleri là một loài thực vật có hoa trong họ Hòa thảo. Loài này được Greuter & H.Scholz mô tả khoa học đầu tiên năm 1980.